# Haralson County
Das Haralson County ist ein County im US-Bundesstaat Georgia der Vereinigten Staaten. Der Verwaltungssitz (County Seat) ist Buchanan, das nach Präsident James Buchanan benannt wurde.

## Geographie
Das County liegt im Nordwesten von Georgia, grenzt im Westen an Alabama und hat eine Fläche von 733 Quadratkilometern, wovon drei Quadratkilometer Wasserfläche sind und grenzt im Uhrzeigersinn an folgende Countys: Polk County, Paulding County und Carroll County.

## Geschichte
Haralson County wurde am 26. Januar 1856 als 112. County in Georgia aus Teilen des Carroll County und des Polk County gebildet. Benannt wurde es nach General Hugh A. Haralson, einem Kongress-Mitglied und Offizier der staatlichen Miliz.
Das County ist Teil der Metropolregion Atlanta.

## Demografische Daten
Laut der Volkszählung von 2010 verteilten sich die damaligen 28.780 Einwohner auf 10.757 bewohnte Haushalte, was einen Schnitt von 2,64 Personen pro Haushalt ergibt. Insgesamt bestehen 12.287 Haushalte.
72,7 % der Haushalte waren Familienhaushalte (bestehend aus verheirateten Paaren mit oder ohne Nachkommen bzw. einem Elternteil mit Nachkomme) mit einer durchschnittlichen Größe von 3,09 Personen. In 36,6 % aller Haushalte lebten Kinder unter 18 Jahren sowie in 27,0 % aller Haushalte Personen mit mindestens 65 Jahren.
27,8 % der Bevölkerung waren jünger als 20 Jahre, 24,2 % waren 20 bis 39 Jahre alt, 27,9 % waren 40 bis 59 Jahre alt und 19,8 % waren mindestens 60 Jahre alt. Das mittlere Alter betrug 39 Jahre. 48,9 % der Bevölkerung waren männlich und 51,1 % weiblich.
92,8 % der Bevölkerung bezeichneten sich als Weiße, 4,7 % als Afroamerikaner, 0,2 % als Indianer und 0,5 % als Asian Americans. 0,4 % gaben die Angehörigkeit zu einer anderen Ethnie und 1,4 % zu mehreren Ethnien an. 1,1 % der Bevölkerung bestand aus Hispanics oder Latinos.
Das durchschnittliche Jahreseinkommen pro Haushalt lag bei 41.482 USD, dabei lebten 20,9 % der Bevölkerung unter der Armutsgrenze.

## Kultur und Sehenswürdigkeiten

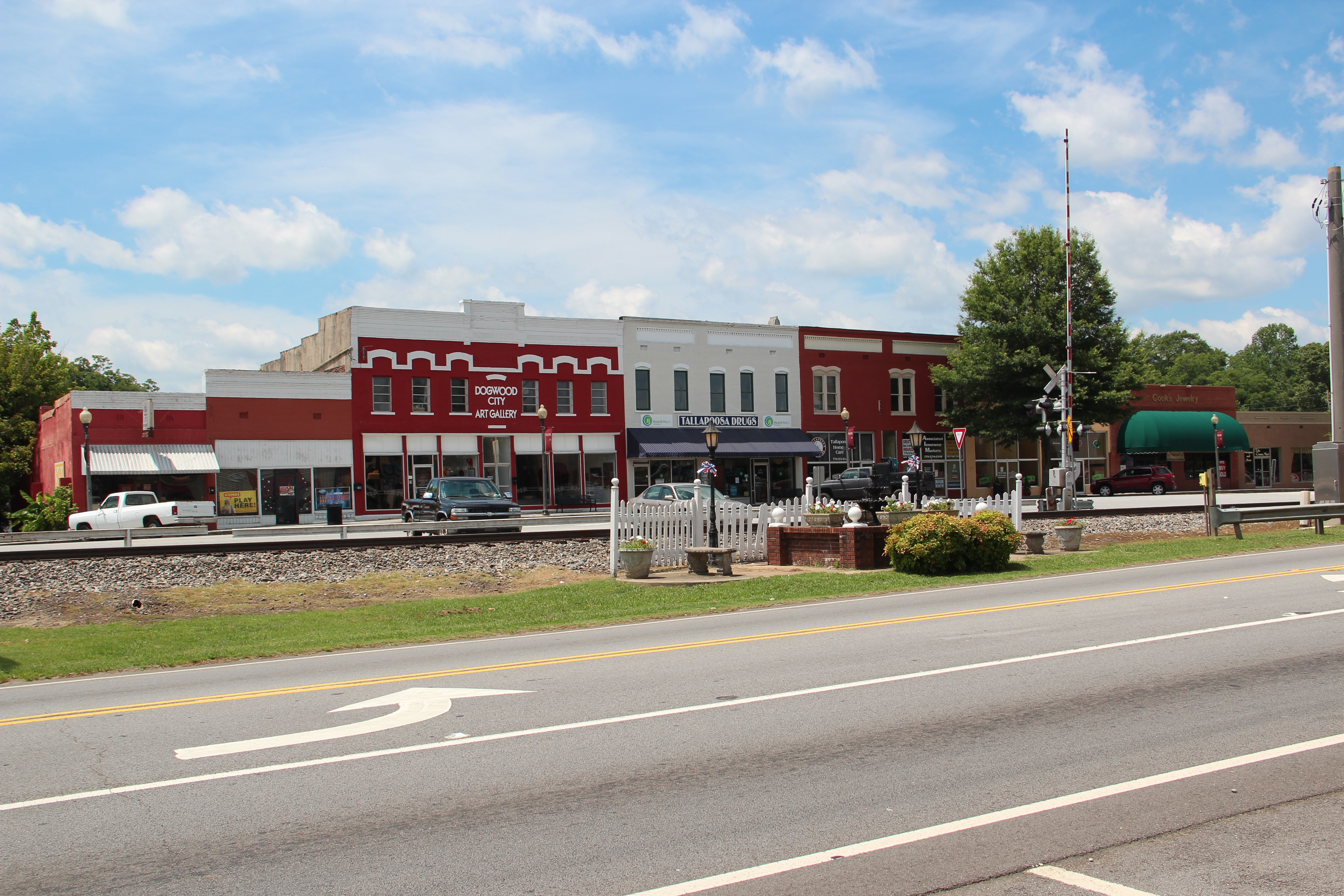
Tallapoosa Commercial Historic District (2015). Dieser historische, 4 Hektar große Bezirk enthält 30 zur Schutzwürdigkeit beitragende Gebäude (Contributing Property). Im Mai 2016 der Bezirk als bisher letztes Objekt im County in das NRHP eingetragen.

Drei Bauwerke und Historic Districts („historische Bezirke“) im Haralson County sind im National Register of Historic Places („Nationales Verzeichnis historischer Orte“; NRHP) eingetragen (Stand 11. Januar 2024), neben dem ehemaligen Courthouse sind dies der North Tallapoosa Residential Historic District und der Tallapoosa Commercial Historic District.

## Orte im Haralson County
Orte im Haralson County mit Einwohnerzahlen der Volkszählung von 2010:
Cities:
- Bremen – 6227 Einwohner
- Buchanan (County Seat) – 1104 Einwohner
- Tallapoosa – 3170 Einwohner
- Temple – 4228 Einwohner
- Waco – 516 Einwohner